# Dry county

Kaart van droge (rood), half-droge (geel) en natte county's (blauw)

Een dry county (droge county) is een county in de Verenigde Staten waar de verkoop van alcoholische drank verboden is. Het verbieden van alcoholverkoop stamt uit de periode van de Prohibition (drooglegging). Behalve dry county's bestaan er ook moist of half-dry county's, waar beperkingen gelden op de verkoop van alcohol. Een county waar geen beperkingen gelden wordt weleens een wet county genoemd.